# Приманицький степ
Приманицький степ (рос. Приманычская степь) — комплексна пам'ятка природи регіонального значення. Заповідна зона територіально розташовується в межах Сальського району Ростовської області. Загальна площа особливо охоронюваної природної території становить 150 га. Приманицький степ має природоохоронне, освітянське та наукове значенням. Територія оголошена пам'яткою природи у зв'язку з появою Постанови адміністрації Ростовської області від 19.10.2006 року № 418. Має статус діючої пам'ятки природи.

## Опис
Приманицький степ складається з однієї кластерної ділянки. Вона розташовується на правому березі річки Єгорлик і території Пролетарського водосховища, розташована на північ від села Новий Манич. На заході територія Приманицького степу межує з береговою лінією річки, а на сході вона відокремлена від берегової лінії річки відстанню в 750 метрів. Ця ООПТ являє собою сухий степ, місце, в якому переважає орнітофауна. Багато видів птахів і тварин були занесені в Червону книгу Ростовської області, в тому числі сірий гусак, кучерявий пелікан, ходуличник. На природоохоронній території заборонена будь-яка сільськогосподарська діяльність, полювання, видобуток корисних копалин і дії, спрямовані на порушення звичайного стану об'єкта, однак за фактом на 2017 рік вся територія ООПТ розорана і перетворена на сільгоспугіддя.